# Hilde Domin
Pour les articles homonymes, voir Domin.
Hildegard Dina Löwenstein, devenue après son mariage Hilde Palm, connue sous le nom de plume de Hilde Domin  (née le 27 juillet 1909 à Cologne et morte le 22 février 2006  à Heidelberg) est une poétesse allemande, qui fut contrainte à l'exil en République dominicaine pendant la période du Troisième Reich, et qui prit alors la nationalité dominicaine.

## Biographie
Née en 1909 à Cologne,,, Hildegard Dina Löwenstein est la fille d'un juriste juif. Elle fait des études d'économie politique à l'université de Heidelberg et y rencontre aussi, parmi les autres étudiants, son futur mari, l'historien d'art et écrivain Elvin Walter Palm (en),,. 
Pour un voyage d’étude, Hildegard Dina Löwenstein et Elvin Walter Palm quittent l'Allemagne dès 1932 pour l'Italie et y restent à la suite de la montée des nazis et des idées antisémites en Allemagne, puis ils gagnent la Grande-Bretagne. En 1940, ils s'installent en République dominicaine,,. Pendant 14 ans, de 1940 à 1954, elle vit et travaille à Saint-Domingue en tant qu’enseignante, traductrice et photographe d'architecture.
Elle commence à écrire en 1951. Nur eine Rose alz Stütze [Rien qu’une  rose comme soutien] est le titre d'un de ses premiers recueils de poèmes. Il est publié en 1959, sous le pseudonyme de Hilde Domin. Walter Jens parle à propos de ces textes poétiques de «perfection dans la simplicité»,. Une poésie sans rimes, avec des poèmes très courts et d'autres longs, parlant des possibilités du langage, de l'Allemagne, l'exil, les nazis, la persécution des juifs, mais portant aussi sur l'amour et le rôle des sexes. 
Ils reviennent définitivement en Allemagne en 1961, et s'installent d'abord à Francfort-sur-le-Main, puis à Heidelberg. Elle a publié aussi une œuvre théorique sur la poésie (en particulier Wozu Lyrik heute. Dichtung und Leser in der gesteuerten Gesellschaft, publié en 1968), des écrits autobiographiques et un roman, à nouveau en 1968, Das zweite Paradies.  
Elle meurt à Heidelberg à 96 ans, en 2006,. 

## Œuvres
- Herbstzeitlosen. poésie, 1955.
- Ziehende Landschaft. poésie, 1955.
- Wo steht unser Mandelbaum. poésie, 1957
- Wie wenig nütze ich bin. poésie, 1957
- Nur eine Rose als Stütze. poésie, 1959
- Rückkehr der Schiffe. poésie, 1962
- Linguistik. poésie. 1963.
- Hier. poésie, 1964
- Tokaidoexpress., poésie, 1964
- Höhlenbilder., poésie, 1968
- Das zweite Paradies. Roman in Segmenten., 1968
- Wozu Lyrik heute. Dichtung und Leser in der gesteuerten Gesellschaft., 1968
- Ich will dich, poésie, 1970
- Von der Natur nicht vorgesehen. Autobiographisches., 1974
- Aber die Hoffnung. Autobiographisches aus und über Deutschland., 1982
- Unaufhaltsam, poésie, 1962.
- Rufe nicht.
- Gesammelte poésie., 1987
- Das poésie als Augenblick von Freiheit. Frankfurter Poetik-Vorlesungen 1987/1988., 2005
- Gesammelte Essays. Heimat in der Sprache., 1993
- Der Baum blüht trotzdem., poésie, 1999
- Magere Kost.
- Haus ohne Fenster.
- Gesammelte autobiographische Schriften. Fast ein Lebenslauf., 2005
- Wer es könnte. poésie und Aquarelle., Ill. de Andreas Felger
- Sämtliche poésie., 2009

### Œuvres traduites en français
- 2010 : Avec un si léger bagage, anthologie, trad. de Stéphane Chaumet, 88 p., Paris, Éditions L'Oreille du loup •  (ISBN 978-2-917290-20-0)

## Récompenses et distinctions
Hilde Domin obtient au cours de sa carrière de nombreux prix dont : 
- 1983 : Prix Nelly-Sachs en 1983
- 1992 : Prix Friedrich Hölderlin
- 1995 : Prix littéraire de la Fondation Konrad Adenauer

Elle reçoit de nombreux honneurs : 
- Commandeur de l'ordre du Mérite de la République fédérale d'Allemagne
- Ordre du Mérite de Bade-Wurtemberg
- Membre de l’Académie allemande pour la langue et la littérature
- Citoyenne d’honneur de Heidelberg